# Tomoyuki Maekawa
Tomoyuki Maekawa (japanisch 前川 智敬 Maekawa Tomoyuki; * 7. April 1999 in der Präfektur Hyōgo) ist ein japanischer Fußballspieler.

## Karriere
Tomoyuki Maekawa erlernte das Fußballspielen in der Jugendmannschaft des Erstligisten Vissel Kōbe sowie in der Universitätsmannschaft der Kokushikan-Universität. Seinen ersten Vertrag unterschrieb er am 1. Februar 2022 bei Azul Claro Numazu. Der Verein aus Numazu, einer Stadt in der Präfektur Shizuoka, spielte in der dritten japanischen Liga. Sein Drittligadebüt gab Tomoyuki Maekawa am 27. September 2022 (25. Spieltag) im Heimspiel gegen Kataller Toyama. Bei dem 1:0-Heimsieg wurde er in der 90. Minute für Kazuki Kijima eingewechselt. In seiner ersten Profisaison bestritt er drei Ligaspiele.